# غار شکارچیان
۳۴°۲۳′۲۶″ شمالی ۴۷°۲۶′۱۳″ شرقی / ۳۴٫۳۹۰۵۶°شمالی ۴۷٫۴۳۶۹۴°شرقی
غار شکارچیان یا غار بیستون، غاری متعلق به دوران پارینه‌سنگی است که در دامنه کوه بیستون در شهر بیستون استان کرمانشاه جای گرفته‌است. این اثر در تاریخ ۱۹ اسفند ۱۳۸۰ با شمارهٔ ثبت ۴۸۸۹ به‌عنوان یکی از آثار ملی ایران به ثبت رسیده‌است.

## پیشینه

### نخستین کاوش‌ها
داستان کشف غار شکارچیان (غار بیستون) به سال ۱۹۴۹ (۱۳۲۸) و در سفر اکتشافی باستان‌شناس و انسان‌شناس آمریکایی به نام کارلتن کوون به غرب زاگرس بازمی‌گردد. وی در زمستان آن سال به امید یافتن غارهایی با آثار آن عصر به ایران آمد. اولین هدف وی در این سفر بازدید از غار کوچکی بود که در نزدیکی کتیبه مشهور داریوش در بیستون قرار داشت و زبان‌شناسی به نام کامرون همزمان با مطالعه کتیبه آنرا دیده بود و بعدها به نام غار شکارچیان مشهور شد. کوون پس از بازدید اولیه از غار، چند ماه بعد به مدت دو هفته به کاوش در این غار پرداخت که منجر به کشف هزاران ابزار سنگی مربوط به فرهنگ موستری و بقایای استخوان حیوانات شکار شده‌ای چون گوزن و اسب وحشی شد. این یافته‌ها احتمالاً بین ۷۰ تا ۴۰ هزار سال قدمت دارند.
کوون در بررسی مجموعه استخوان و دندان حیوانات یافت شده در کاوش به بخشی از استخوان ساعد و یک دندان پیشین برخورد که از نظر
وی مربوط به انسان بودند. این دو نمونه استخوان و دندان همراه با سایر یافته‌های غار بیستون پس از کاوش به موزه دانشگاهی دانشگاه پنسیلوانیا در آمریکا منتقل شدند. وی در گزارش خود به اختصار به بقایای انسانی مذکور نیز پرداخت و این دو یافته
را به همراه یک تکه از استخوان ران که در کاوش غاری بنام تمته (تمتمان) در نزدیکی ارومیه کشف شده بود به انسان نئاندرتال نسبت داد.

### یافته‌های تازه
اخیراً این دو یافته مورد بازنگری قرار گرفت که برآیند آن به وسیله اریک ترینکاوس استاد دانشگاه واشینگتن و فریدون بیگلری (باستان‌شناس) پارینه سنگی (بخش پژوهشهای پارینه سنگی موزه ملی ایران) منتشر شده به تفصیل دربارهٔ این یافته‌ها و غار محل کشف آنها بحث شده‌است. در بازنگری این بقایا روشن شد که دندان یافت شده مربوط به انسان نیست و در واقع متعلق به گاوسانان است و کوون اشتباهاً آنرا به انسان نسبت داده‌است. اما قطعه ساعد یافت شده مربوط به انسان است و دارای ویژگیهایی است که در استخوان ساعد انسانهای نئاندرتال قابل مشاهده‌است. به این ترتیب پس از گذشت نیم قرن نتایج مطالعه دقیق کهن‌ترین بقایای انسانی یافت شده در ایران نشان داد که ایران نیز بدون تردید در حوزه گسترش این انسان ریخت‌های دور پلیستوسن قرار داشته‌است. بجز غار بیستون، آثار فرهنگ موستری در چند غار دیگر در بیستون بازمانده که در سال ۱۳۸۶ به وسیله فریدون بیگلری شناسایی و مطالعه شده‌اند.